# Ebon Moss-Bachrach
Ebon Moss-Bachrach (Amherst, 1977. március 19. –) kétszeres Primetime Emmy-díjas amerikai színész.
Elsősorban A mackó (2022–) című vígjáték-dráma sorozatban játszott Richie Jerimovich éttermi menedzser szerepéről ismert, amelyért kétszer is elnyerte a legjobb férfi mellékszereplőnek járó Primetime Emmy-díjat, valamint két Golden Globe-díj jelölést is kapott.
Jelentős szerepeket játszott a Csajok (2014-2017) és a NOS4A2 (2019-2020) című sorozatokban, emellett feltűnt a Star Wars: Andor (2022) első évadában is. A Marvel-moziuniverzumban David „Micro” Liebermant alakította A Megtorló (2017) első évadában, A Fantasztikus 4-es: Első lépések (2025) című filmben pedig Ben Grimm / A lényt formálta meg.

## Fiatalkora és tanulmányai
1977. március 19-én született New Yorkban, Renee Moss és Eric Bachrach fiaként, akik egy zeneiskolát vezetnek a massachusettsi Springfieldben. Apja Németországban született zsidó-amerikai szülők gyermekeként.
Moss-Bachrach a massachusettsi Amherst Regional High Schoolba járt középiskolába, majd 1999-ben a Columbia Egyetemen szerzett diplomát angol irodalomból. Kezdetben amerikai történelem és zenei tanulmányok szakra járt. A főiskola harmadik évében egy félévig külföldön tanult a spanyolországi Alicantéban.
Gyerekkorában szenvedélyesen szerette a színházat és a filmeket, emellett imádott olvasni. Kedvenc szerzői közé tartozott Isaac Asimov és Piers Anthony. Gyermekkora nagy részét zárt helyen töltötte, és fiatalabb korában „menekültként” jellemezte magát. A középiskolában csatlakozott az iskolai zenekarhoz, és megszerette a fellépéseket. Egyik kedvenc zenei előadója Ornette Coleman volt.
A főiskola első évében Moss-Bachrach kíváncsiságból részt vett egy színjátszó órán, és hamar megihlette a színészi pálya. Az évfolyam után a Williamstown Theatre Festival gyakornoka lett, hogy színpadi tapasztalatokat szerezzen. Színészetet és Meisner-képzést tanult a New York-i William Esper Stúdióban.

## Pályafutása
Televíziós áttörését Desi szerepében érte el az HBO Csajok című sorozatában, amely visszatérő szerepként indult, majd az utolsó három évadban főszereplővé vált. Ezt követően feltűnt A Megtorló és az Andor című sorozatokban.
2025 februárjától Ben Grimm / A lényt alakítja A Fantasztikus 4-es: Első lépések (2025), az Avengers: Doomsday (2026) és az Avengers: Secret Wars (2027) szuperhősfilmekben.
A Broadway-n 2026 tavaszán debütál Jon Bernthal oldalán Stephen Adly Guirgis Dog Day Afternoon című színpadi adaptációjában.

## Magánélete
Felesége Jelena Jemcsuk ukrán fotós, akitől két lánya született.

## Filmográfia

### Film
| Év   | Magyar cím                        | Eredeti cím                     | Szerep                 | Magyar hang           |
| ---- | --------------------------------- | ------------------------------- | ---------------------- | --------------------- |
| 2001 | A hitetlen                        | The Believer                    | első felszolgáló       |                       |
| 2001 |                                   | Never Again                     | Andy                   |                       |
| 2001 | Tenenbaum, a háziátok             | The Royal Tenenbaums            | Frederick, a londiner  |                       |
| 2003 | Sikersztori                       | American Splendor               | MTV rendező            |                       |
| 2003 |                                   | Death of a Dynasty              | Dave Katz              |                       |
| 2003 | Mona Lisa mosolya                 | Mona Lisa Smile                 | Charlie Stewart        | Karácsonyi Zoltán     |
| 2004 | Magunkra maradtunk                | Winter Solstice                 | Steve                  |                       |
| 2004 |                                   | Poster Boy                      | Charlie                |                       |
| 2004 |                                   | Point & Shoot                   | Chad Rhodes            |                       |
| 2005 |                                   | The Dying Gaul                  | Olaf                   |                       |
| 2005 | Lopakodó                          | Stealth                         | Tim                    |                       |
| 2005 |                                   | Road                            | Jay                    |                       |
| 2006 |                                   | Out There                       | Stan                   |                       |
| 2006 |                                   | Live Free or Die                | Alex Gazaniga          |                       |
| 2006 | Ház a tónál                       | The Lake House                  | Henry Wyler            | Dévai Balázs          |
| 2006 | Randi az oltárnál                 | Wedding Daze                    | Matador                | Seszták Szabolcs      |
| 2007 |                                   | Chicago 10                      | Paul Krassner (hangja) |                       |
| 2007 |                                   | High Falls (rövidfilm)          | Jackson                |                       |
| 2007 | Segédszerkesztőnő megosztaná...   | Suburban Girl                   | Ethan Eisenberg        | Szabó Máté            |
| 2007 | Este                              | Evening                         | Luc                    | Haagen Imre           |
| 2009 | Szép kis szakítás                 | Breaking Upwards                | Dylan                  |                       |
| 2009 | A musicalsztár                    | The Marc Pease Experience       | Gavin                  | Szűcs Péter Pál       |
| 2011 | A hit arca                        | Higher Ground                   | Luke                   | Oroszi Tamás          |
| 2012 | Lola Versus                       | Lola Versus                     | Nick                   | Gáspár András         |
| 2012 | Aki bújt...                       | Come Out and Play               | Francis                |                       |
| 2013 |                                   | The Volunteer                   | Ethan                  |                       |
| 2013 |                                   | Gods Behaving Badly             | Neil                   |                       |
| 2014 | Meglepetés Párizsban              | We'll Never Have Paris          | Guillaume              |                       |
| 2014 |                                   | The Grey Matter (rövidfilm)     | Simon Peterson         |                       |
| 2017 |                                   | Tokyo Project (rövidfilm)       | Sebastian              |                       |
| 2018 |                                   | The Big Take                    | Max O'Leary            |                       |
| 2019 |                                   | Good Posture                    | Don Price              |                       |
| 2019 | Átmenő forgalom                   | Blow the Man Down               | Gorski                 | Karácsonyi Zoltán     |
| 2019 | Hazugok és tolvajok               | Lying and Stealing              | Ray Warding            | Dolmány Attila        |
| 2020 |                                   | Tesla                           | Anitai Szigeti         |                       |
| 2022 | Késői virágzás                    | Sharp Stick                     | Yuli                   | Makranczi Zalán       |
| 2023 | Barátnőt felveszünk               | No Hard Feelings                | Gary                   | Makranczi Zalán       |
| 2024 | Lélegzet-visszafojtva             | Hold Your Breath                | Wallace Grady          |                       |
| 2025 | A Fantasztikus 4-es: Első lépések | The Fantastic Four: First Steps | Ben Grimm / A lény     | Bede-Fazekas Szabolcs |
| 2026 | Bosszúállók: Ítéletnap            | Avengers: Doomsday              | Ben Grimm / A lény     |                       |

### Televízió
| Év         | Magyar cím                               | Eredeti cím                       | Szerep                                        | Megjegyzések                                    |
| ---------- | ---------------------------------------- | --------------------------------- | --------------------------------------------- | ----------------------------------------------- |
| 1999       | Gyilkosság a kisvárosban                 | Murder in a Small Town            | Billy                                         | tévéfilm                                        |
| 2001       | Esküdt ellenségek: Bűnös szándék         | Law & Order: Criminal Intent      | egyetemista fiú                               | 1 epizód                                        |
| 2002       |                                          | Porn 'n Chicken                   | Hutch                                         | tévéfilm                                        |
| 2005       | Esküdt ellenségek: Az utolsó szó jogán   | Law & Order: Trial by Jury        | Danny Wallace                                 | 1 epizód                                        |
| 2006       | Esküdt ellenségek: Különleges ügyosztály | Law & Order: Special Victims Unit | Justin                                        | 1 epizód                                        |
| 2006       |                                          | Kidnapped                         | Tucker                                        | 1 epizód                                        |
| 2008       |                                          | John Adams                        | John Quincy Adams                             | minisorozat                                     |
| 2008       | A rejtély                                | Fringe                            | Joseph Meegar                                 | 1 epizód                                        |
| 2009       | A médium                                 | Medium                            | Simon Burwell                                 | 1 epizód                                        |
| 2009       |                                          | A NY Thing                        | Arthur                                        | tévéfilm                                        |
| 2010       | A hatalom hálójában                      | Damages                           | Nick Salenger                                 | 8 epizód                                        |
| 2010       |                                          | Rubicon                           | Craig Young                                   | 3 epizód                                        |
| 2013, 2016 | A célszemély                             | Person of Interest                | Michael Cole                                  | 2 epizód                                        |
| 2014       | A védelmező                              | Believe                           | Ben Wooten                                    | 1 epizód                                        |
| 2014–2015  |                                          | The Last Ship                     | Niels Sørensen                                | 10 epizód                                       |
| 2014–2017  | Csajok                                   | Girls                             | Desi Harperin                                 | 25 epizód                                       |
| 2017       | A Megtorló                               | The Punisher                      | David Lieberman / Micro                       | főszereplő                                      |
| 2019–2020  | NOS4A2                                   | NOS4A2                            | Chris McQueen                                 | - főszereplő - magyar hangja: - Makranczi Zalán |
| 2020       |                                          | Interrogation                     | Trey Carano                                   | 6 epizód                                        |
| 2022       | A kibukott                               | The Dropout                       | John Carreyrou                                | minisorozat                                     |
| 2022       | Andor                                    | Andor                             | Arvel Skeen                                   | - 3 epizód - magyar hangja: - Tokaji Csaba      |
| 2022–      | A mackó                                  | Good Luck Charlie                 | Dr. Tish Tushy                                | - főszereplő - magyar hangja: - Varga Gábor     |
| 2024       | Bob burgerfalodája                       | Bob's Burgers                     | Vincent Bartos (hangja)                       | 1 epizód                                        |
| 2024       |                                          | Krapopolis                        | Opie (hangja)                                 | 1 epizód                                        |
| 2025       | Rick és Morty                            | Rick and Morty                    | Christopher "Chris" Reinhard Kincaid (hangja) | 1 epizód                                        |